# Serbiens herrlandslag i volleyboll

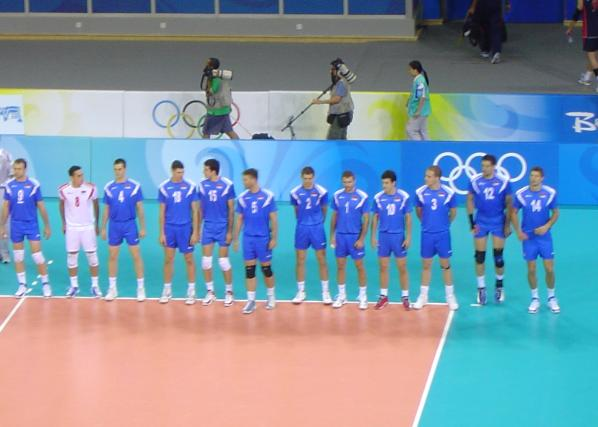
Serbiens herrlandslag i 2012 års olympiska turnering.

Serbiens herrlandslag i volleyboll representerar Serbien i volleyboll på herrsidan. Laget blev Europamästare 2011

### Fotnoter
1. ↑  Todor Krastev (12 mars 2011). ”Men Volleyball XXVII European Championship 2011 Austria, Czechia 10-18.09 - Winner Serbia” (på engelska). Sport Statistics. Arkiverad från originalet den 25 maj 2012. https://archive.is/20120525130741/http://todor66.com/volleyball/Europe/Men_2011.html. Läst 25 juni 2015.